# Апремон (Арденны)
Апремо́н (фр. Apremont) — коммуна во Франции, находится в регионе Шампань — Арденны. Департамент коммуны — Арденны. Входит в состав кантона Гранпре. Округ коммуны — Вузье.
Код INSEE коммуны — 08017.
Коммуна расположена приблизительно в 200 км к востоку от Парижа, в 60 км северо-восточнее Шалон-ан-Шампани, в 60 км к югу от Шарлевиль-Мезьера.

## Население
Население коммуны на 2008 год составляло 128 человек.
| 1962 | 1968 | 1975 | 1982 | 1990 | 1999 | 2008 |
| ---- | ---- | ---- | ---- | ---- | ---- | ---- |
| 193  | 207  | 165  | 145  | 109  | 118  | 128  |

## Администрация
| Период | Период | Фамилия      | Партия | Должность |
| ------ | ------ | ------------ | ------ | --------- |
| 2001   | 2008   | Кристоф Рожи |        |           |
| 2008   |        | Сюзан Ролен  |        |           |

## Экономика
В 2007 году среди 65 человек в трудоспособном возрасте (15—64 лет) 42 были экономически активными, 23 — неактивными (показатель активности — 64,6 %, в 1999 году было 63,5 %). Из 42 активных работали 39 человек (20 мужчин и 19 женщин), безработных было 3 (1 мужчина и 2 женщины). Среди 23 неактивных 6 человек были учениками или студентами, 8 — пенсионерами, 9 были неактивными по другим причинам.